# Nomex

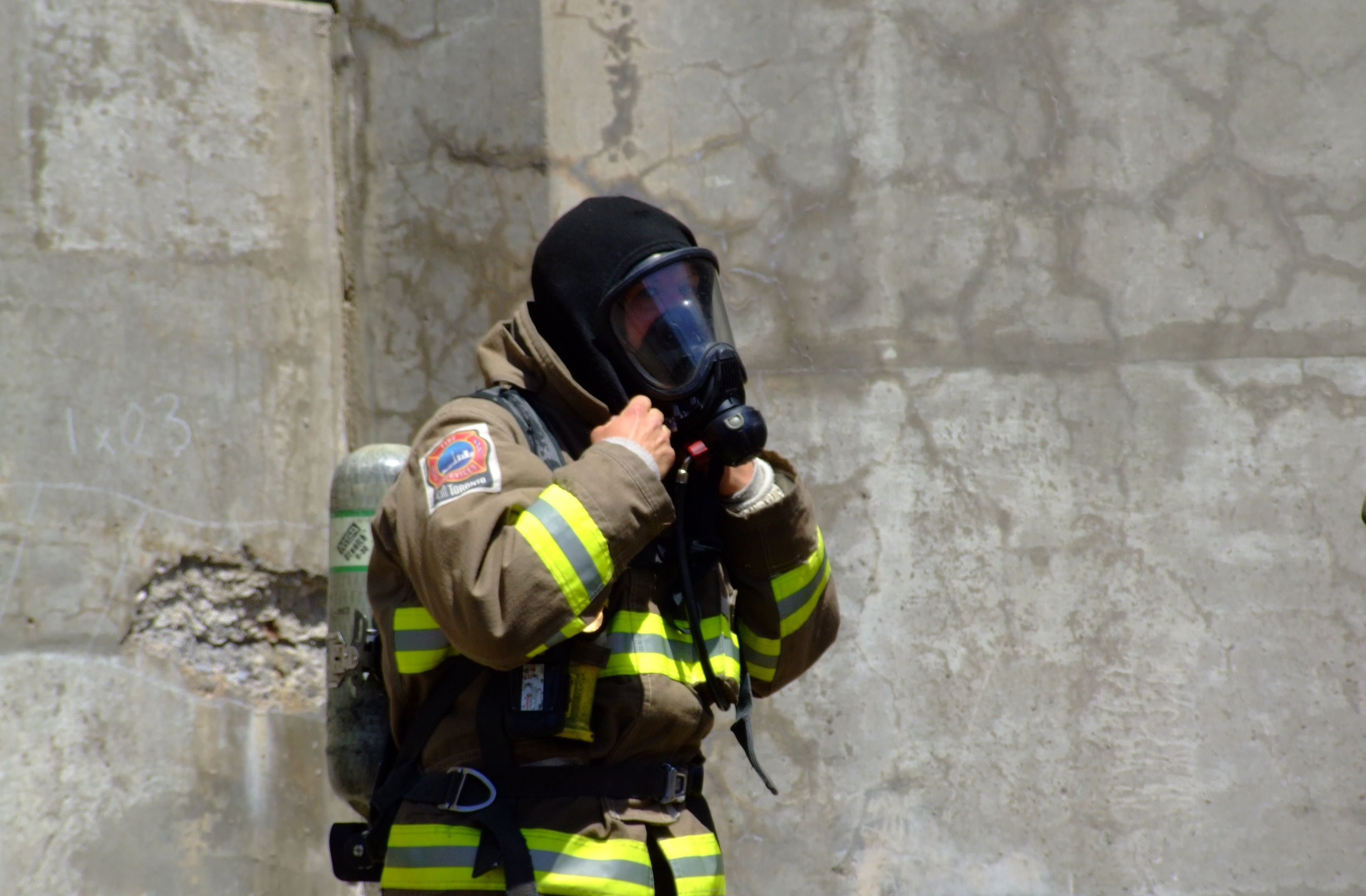
Un bombero canadiense ajusta su capucha de Nomex.

Nomex es una marca registrada de un material de aramida resistente a las llamas desarrollado a principio de la década de los años 1960 por DuPont, fue comercializado en 1967.
Puede ser considerado como un Nylon, una variante del Kevlar y aramida donde partículas adherentes de caucho vulcanizado son inyectadas al material base, resultante en un material flexible similar al nylon. Es vendido en forma de fibra y en forma de láminas y es utilizado donde quiera se necesite resistencia al calor y las llamas. Las láminas de Nomex tipo 410 son uno de los tipos más fabricados, mayormente para propósitos de aislamiento eléctrico. 
Se utiliza mucho en los trajes de moto GP a nivel mundial un tipo de traje con Nomex y teflón que ayuda con el aislamiento del fuego, el flujo (para deslizarse en la pista) para su fortaleza y durabilidad, es el compuesto más utilizado en estos trajes de gama baja y alta 
La planta Spruance (en honor a William Spruance, vicepresidente de Dupont), ubicada en Richmond, Virginia, es el lugar de producción del Kevlar®, Mylar®, Nomex®, Tyvek® y Zytel®.

## Propiedades

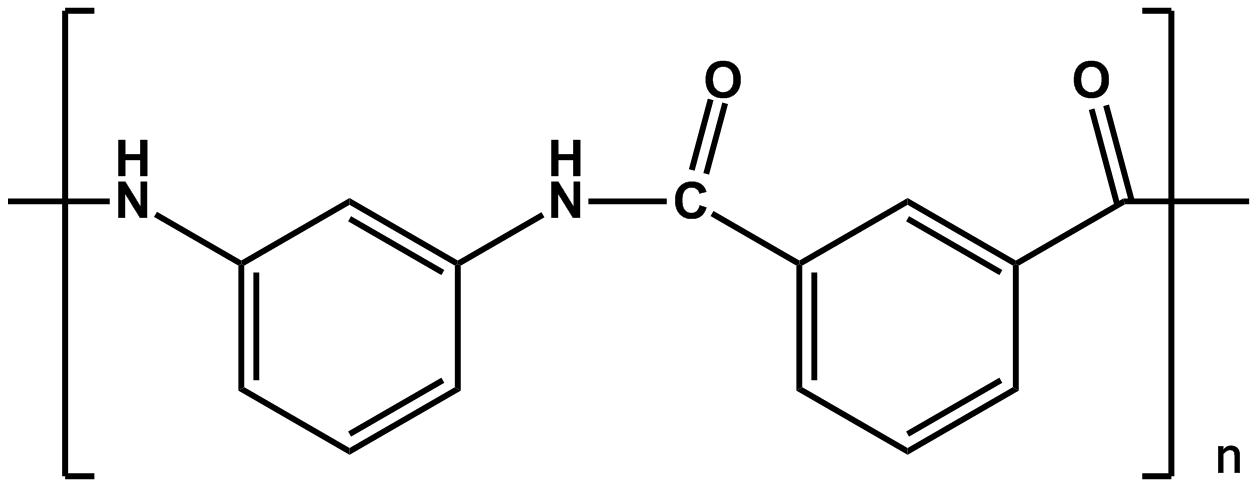
Estructura química de Nomex

Los polímeros de aramida Nomex y Kevlar (y otros de tipo aramida) están relacionados con partículas adherentes de caucho vulcanizado ,resultante en un material flexible similar al nylon, pero tienen aromaticidad, lo que los hace más rígidos y más duraderos. Nomex es el primer ejemplo de aramida "meta", mientras que el Kevlar es una aramida "para". Esto hace que, a diferencia del Kevlar, el Nomex no se pueda alinear durante la formación de filamentos y tenga una resistencia más pobre en comparación. Sin embargo, es un excelente material polímero en cuanto a su resistencia térmica, química y a la radiación.

## Producción
El polímero se produce por policondensación de monómeros de m-fenilenodiamina y cloruro de isoftaloilo. 
Se comercializa en forma de fibras y planchas para tejidos donde se requiera resistencia al calor y a la llama. La fibra Nomex se fabrica en los EE. UU. y en España (Asturias).

## Aplicaciones
Las capuchas de Nomex son pieza común en el equipo de carreras y en el personal de lucha contra incendios. Se utiliza en la cabeza sobre la pieza facial del bombero. La capucha protege las porciones de la cabeza no protegidas por el casco y la pieza facial contra el calor intenso del fuego.
Los conductores de vehículos de carrera visten trajes fabricados en Nomex y otros materiales retardantes del fuego, igualmente guantes de Nomex, ropa interior, capuchas, medias y zapatos los protegen en caso de un fuego. La FIA y la fundación SFI proveen de especificaciones para la ropa resistente al fuego utilizada por los corredores, los estándares para trajes desde una sola capa que proveen alguna protección contra fogonazos hasta la más gruesa de múltiples capas SFI-15, requerida por la National Hot Rod Association que puede proteger a un conductor hasta 30 segundos contra el calor intenso generado por el combustible nitrometano que utilizan.
Los pilotos militares visten trajes hechos de hasta un 92% de Nomex para protegerlos contra posibles fuegos en la cabina y otros accidentes. Recientemente, las tropas transportadas en vehículos terrestres también han comenzado a vestir Nomex. El resto de los materiales utilizados es Kevlar. El Nomex también ha sido utilizado por sus cualidades acústicas únicas. El Nomex refleja el sonido de alta frecuencia e incrementa las frecuencias medias y bajas. Otro de los usos habituales de los tejidos de Nomex son las mangas filtrantes y para ello también se fabrica hilo de Nomex para coserlas.
El científico de DuPont responsable por los descubrimientos para la creación del Nomex, Dr. Wilfred Sweeny (1926-2011), ganó la Medalla DuPont Lavoisier por su trabajo en 2005.

## Prendas Nomex
Las prendas fabricadas de Nomex, ofrecen las siguientes ventajas:
- Resistencia a la mayoría de productos químicos
- Protección permanente contra las llamas y el calor
- Larga vida útil
- Facilidad de limpieza

## Nomex a demanda
Es una variante del Nomex de reciente aplicación, DuPont™ Nomex® On Demand™, cuando las condiciones de temperatura alcanzan los 121,11 °C (250 °F) el material se activa, atrapando más aire y mejorando el aislamiento térmico en la prenda. 
El material alcanza un significativo incremento en la protección térmica con un mínimo encogido de la prenda, permitiendo de esta manera la movilidad.